# 秦力真
秦力真（1913年8月12日—2005年4月1日），河北冀县人，中华人民共和国政治人物、外交官。

## 生平
1913年农历七月十一日（公历8月12日）出生在冀县北内漳村（今河北省衡水市冀州区漳淮乡北内漳村）。1937年冬参军抗战，任宣传部《战报》主编。次年（1938年）春，加入中国共产党。1950年转入外交部工作。1962年，担任中华人民共和国驻挪威大使。1974年，任中华人民共和国驻瑞典大使。
1979年，接替裴坚章，担任中华人民共和国驻新西兰大使。1983年，由张龙海接任。1984年离休。2005年4月1日病逝于北京医院。